# Thomas Audo
Thomas Audo (Alqosh, 11 ottobre 1855 – Urmia, 27 luglio 1918) è stato un arcivescovo cattolico e filologo iracheno.

## Biografia
Thomas Audo nacque ad Alqosh l'11 ottobre 1855 da genitori di etnia assira. Era figlio del sacerdote Hormozd bar Mikhael e la sua famiglia diede alla Chiesa diversi vescovi. Suo zio era Yosep VI Audo era patriarca di Babilonia dei Caldei. Suo fratello Israel (1859-1941) fu eparca di Mardin dal 1909 al 1941.

### Formazione e ministero sacerdotale
Lo zio patriarca lo inviò a Roma per studiare teologia.
Nel 1880 fu ordinato presbitero. In seguito fu assistente di suo zio per due anni. Nel 1882 si stabilì ad Aleppo come rappresentante patriarcale. Dopo quattro anni tornò a Mossul in quanto nominato rettore del seminario siro-caldeo.

### Ministero episcopale
Il 3 dicembre 1890 venne nominato arcieparca di Urmia. Ricevette l'ordinazione episcopale il 1º maggio 1892 a Mosul dal patriarca di Babilonia dei Caldei Eliya XIV Abulyonan.
Nel luglio del 1918, Urmia fu occupata dalle truppe ottomane e dagli irregolari curdi. I turchi stavano perpetrando quello che passò alla storia come genocidio assiro. Monsignor Audo fu raggiunto al volto da colpi di arma da fuoco. Secondo monsignor Pierre Aziz Ho, eparca di Salmas, testimone dei fatti, Audo fu ricoverato all'ospedale americano morì il 27 luglio all'età di 62 anni per un'infezione causata dalle ferite riportate.

## Studi
Thomas Audo fu un raffinato studioso. La sua opera principale è un dizionario descrittivo della lingua siriaca in due volumi. Il primo venne stampato nel 1897 e il secondo nel 1901. Questo fu predatato allo stesso anno del primo volume. L'intero contenuto di entrambi i volumi è stato stampato usando l'alfabeto siriaco orientale. Il titolo siriaco dell'opera, Simtā d-leššānā suryāyā, che si traduce in inglese come Thesaurus of the Syriac Language, fu invece stampato in occidente con il titolo francese Dictionnaire de la langue Chaldêenne. La distinzione tra designazione siriaca nel titolo primario e caldeo e la designazione nel titolo francese, divenne in seguito uno dei punti controversi relativi all'opera.

## Opere

### Prime edizioni
- Dictionnaire de la langue Chaldêenne, vol. 1, Mosul, Tipografia dei Padri Domenicani, 1897.
- Dictionnaire de la langue Chaldêenne, vol. 2, Mosul, Tipografia dei Padri Domenicani, 1897 [1901].

### Edizioni successive
- Treasure of the Syriac Language: A Dictionary of Classical Syriac, vol. 1, Piscataway, NJ, Gorgias Press, 2008 [1897].
- Treasure of the Syriac Language: A Dictionary of Classical Syriac, vol. 2, Piscataway, NJ, Gorgias Press, 2008 [1901].

### Altre opere
- Kalila e Dimna: Favole di Bidpai.[1]

## Genealogia episcopale
La genealogia episcopale è:
- Arcivescovo Yukhannan Hormizd
- Vescovo Isaie Jesu-Yab-Jean Guriel
- Arcivescovo Augustin Hindi
- Patriarca Yosep VI Audo
- Patriarca Eliya XIV Abulyonan
- Arcivescovo Thomas Audo